# Mandinga, Mexiko
Mandinga är en ort i Mexiko.   Den ligger i kommunen Cortazar och delstaten Guanajuato, i den centrala delen av landet, 220 km nordväst om huvudstaden Mexico City. Mandinga ligger 2 119 meter över havet och antalet invånare är 166.
Terrängen runt Mandinga är kuperad. Runt Mandinga är det ganska tätbefolkat, med 222 invånare per kvadratkilometer. Närmaste större samhälle är Celaya, 13,8 km nordost om Mandinga. I omgivningarna runt Mandinga växer huvudsakligen savannskog.